# Marcel Langer (1903-1943)
Pour les articles homonymes, voir Marcel Langer.
Marcel (Mendel) Langer, né le 13 mai 1903 à Szczucin (actuelle Pologne, alors en Galicie autrichienne) et mort le 23 juillet 1943 à la prison Saint-Michel de Toulouse (France), est un membre des Brigades internationales, puis résistant toulousain.
« Marcel Langer est le représentant exemplaire de ces combattants qui ont consacré une vie à la défense des libertés menacées par le fascisme », souligne Rolande Trempé en ouverture de la biographie consacrée au héros combattant de la MOI. Après l’exécution de son chef, la 35e brigade prend le nom de brigade Marcel-Langer. Elle va s’honorer par de très nombreux et courageux actes de résistance contre l’occupant à Toulouse et dans toute la région. Une cinquantaine de jeunes résistants communistes – pour la plupart juifs d’Europe centrale et orientale, antifascistes italiens, guérilleros espagnols – renforcent ses rangs jusqu’en avril 1944, avant que le groupe ne soit démantelé par la police française.
Marcel Langer a été un pionnier, souligne Serge Ravanel, ancien commandant des FFI de la région de Toulouse et compagnon de la Libération, pour le 40e anniversaire de la 35e brigade. « Son sang, que la guillotine française avait répandu, fut le levain qui fit germer dans la région de Toulouse des générations de résistants. Gloire à ces hommes audacieux qui surent créer l’espoir à une époque où le pays se trouvait dans une situation dramatique, ayant non seulement perdu la guerre et se trouvant occupé, mais ayant perdu son moral et doutant de lui-même, ils surent l’aider à relever la tête. »

## Biographie
Mendel Langer naît à Szczucin ou à Auschwitz, en Galicie, au sein de l'empire austro-hongrois. En 1920, à la suite de l'effondrement de l'Autriche-Hongrie et fuyant les persécutions antisémites de la jeune Pologne, la famille Langer émigre en Palestine mandataire. Marcel Langer est ajusteur mécanicien aux chemins de fer d'Haïfa. Parallèlement, il milite, à partir de 1923, au Parti communiste palestinien, tandis que son père est membre du Bund, le parti socialiste juif. Arrêté et emprisonné à la prison de Saint-Jean-d'Acre par les Britanniques, il part pour la France.
Il s'installe à Paris puis, en 1931, à Toulouse où il travaille comme fraiseur-ajusteur. Militant au Parti communiste, il adhère à une section de la Main-d'œuvre immigrée (M.O.I), organisation créée au sein de la Confédération générale du travail unitaire (C.G.T.U.) pour regrouper les travailleurs étrangers.
En 1936, il s'engage dans les Brigades internationales. Il combat d'abord dans le bataillon Dombrowski, une brigade polonaise. Il est ensuite, après un passage au quartier général d'Albacete, il est affecté à la 35e division de mitrailleurs où il devient lieutenant. Il épouse une Espagnole, Cecilia Molina.
La défaite des Républicains espagnols le sépare de sa femme et de sa petite fille Rosa. Interné au camp de concentration d'Argelès-sur-Mer, puis de Gurs, il s'évade et rejoint Toulouse. Il est embauché aux Ateliers de construction mécanique du Midi et reprend contact avec ses anciens camarades de la MOI. Après l'occupation de la zone libre par l'armée allemande le 11 novembre 1942, la MOI se transforme en Francs-tireurs et partisans - Main-d'œuvre immigrée (FTP-MOI), mouvement de résistance militaire. Marcel Langer devient le premier dirigeant de la 35e brigade, formée dans la région de Toulouse, et qui doit son nom au souvenir de la 35e division de mitrailleurs des brigades internationales à laquelle il appartenait.
Le 5 février 1943, il est arrêté à la gare Saint-Agne, à Toulouse, porteur d'une valise remplie d'explosifs. Il est jugé par la section spéciale de la cour d'appel de Toulouse. Particulièrement zélé, l'avocat général Pierre Lespinasse réclame sa tête, et le 21 mars 1943, Langer est condamné à la peine de mort. Il est guillotiné le 23 juillet 1943 à la prison Saint-Michel de Toulouse. Le rabbin de Toulouse Nathan Hosanski l'accompagne. Marcel n'est pas croyant mais le rabbin est auprès de lui pour lui transmettre un message d'adieu de la part de ses camarades.
La 35e brigade devient la Brigade Marcel Langer et le 10 octobre 1943, l'avocat général Pierre Lespinasse est exécuté en représailles.
Dans les mois qui suivent, dix-huit FTP-MOI sont arrêtés par la police de Vichy et livrés aux Allemands. Deux meurent dans le train qui les emmène en déportation et quatre sont fusillés.
Marcel Langer est enterré au cimetière de Terre-Cabade de Toulouse. Près de sa tombe est élevé un monument décoré de son buste, réalisé par le sculpteur toulousain Sylvestre Clerc.

## Derniers moments de sa vie
Sortant de sa cellule pour être guillotiné, rapporte le procès-verbal d’exécution, il s’écrie « Vive la France ! À bas les Boches ! Vive le Parti communiste ! ». Au même moment, les détenus des cellules voisines entonnent la Marseillaise. C’est au petit matin du 23 juillet 1943, à 5 h 40 précisément, que Marcel, Mendel de son prénom polonais[réf. nécessaire], Mendel de son prénom yiddish (hypocoristique de Menachem), Langer est guillotiné dans la prison Saint- Michel à Toulouse.
Lors du procès intenté par les services de Vichy, le procureur Pierre Lespinasse demande la peine de mort à l’issue d’un réquisitoire scandaleux de sévérité contre l’origine et les engagements de l’inculpé. L’accusateur français ajoute du zèle dans sa soumission à l’égard de l’occupant allemand. Ce Lespinasse insiste sur la nécessité de punir ce « sans-patrie » pour l’exemple. Pour « éviter » soi-disant des prises d’otage par les Nazis. « Vous êtes juif, étranger et communiste, trois raisons pour moi de réclamer votre tête », aurait même déclaré le magistrat. Les frères de combat de Marcel Langer le vengent quelques mois plus tard en exécutant le procureur collabo. Jusqu’à la Libération, plus aucun magistrat toulousain ne va demander la peine de mort pour motif politique. Les autorités de Vichy restent sourdes aux demandes de grâce formulées par Me Arnal. L’ancien bâtonnier de Toulouse, choisi par les membres de la MOI (Main-d’œuvre immigrée) assure gratuitement une défense courageuse et tenace.
Dans une lettre de prison rédigée dans les derniers jours de mars 1943 à ses camarades, Marcel Langer indique que son moral est bon, qu’il est bien traité. « Sachez que 95 % du personnel pénitentiaire me manifeste ouvertement leurs sentiments anti-hitlériens. » Il sait que l’exécution approche. « Si je dois mourir, écrit-il, je saurai dans mes derniers instants prendre une attitude digne d’un ouvrier révolutionnaire. » L’ouvrier antifasciste poursuit : « N’oubliez pas que le 1er mai qui approche est pour moi une date historique. Il y aura vingt ans que j’ai adhéré au mouvement révolutionnaire prolétarien. Toujours actif, dans les premiers rangs au combat, je n’ai jamais reculé devant aucun danger. Cela me donne à penser que je pourrais être un exemple pour d’autres. » Dans les mémoires posthumes d'André Obrecht avant-dernier bourreau de la République, il racontera le courage de Langer. Au moment d'être exécuté, il demandera à Obrecht de lui délier les liens aux mains et au pieds et lui dit « expliquer moi ce que je dois faire. Je veux mourir seul, debout en soldat... nous vivons une révolution et une révolution c'est comme un accouchement : il y a toujours du sang ».[réf. nécessaire]

## Distinctions et hommages

### Distinctions
- Médaille de la Résistance française avec rosette (7 mars 1986)

### Hommages
- À Toulouse, une avenue et la station du métro portent son nom. Il existe également des voies à son nom dans plusieurs communes de la Haute-Garonne : Balma, Castanet-Tolosan, Pechbonnieu et Seysses.
- Le romancier Marc Lévy raconte l'histoire de son père et celle des membres de la 35e brigade dans Les Enfants de la liberté.
- En juillet 2008 le comité de quartier Saint-Michel de Toulouse édite un livre Hommage à la 35e brigade FTP-MOI Marcel Langer.